# Cayetano Cornet
Cayetano Cornet Pamies (Reus, 22 agosto 1963) è un ex velocista spagnolo.

## Palmarès

### Mondiali indoor
- 2 medaglie:
  - 2 bronzi (Budapest 1989 nei 400 m piani; Siviglia 1991 nei 400 m piani)

### Europei indoor
- 2 medaglie:
  - 1 oro (L'Aia 1989 nei 400 m piani)
  - 1 bronzo (Glasgow 1990 nei 400 m piani)

### Campionati ibero-americani
- 2 medaglie:
  - 1 oro (L'Avana 1986 nella staffetta 4x400 m)
  - 1 bronzo (L'Avana 1986 nei 400 m piani)